# ممر سيهانوك
ممر سيهانوك هو نظام إمداد لوجستي في كمبوديا استخدمه جيش الشعب الفيتنامي (PAVN) ومقاتلو الفيت كونغ (VC) أثناء حرب فيتنام (1960-1975). بين عامي 1966 و1970، عمل هذا النظام بنفس الطريقة وخدم نفس الأغراض مثل ممر هو تشي مينه الأكثر شهرة (طريق ترونج سون إلى فيتنام الشمالية) والذي مر عبر الجزء الجنوبي الشرقي من مملكة لاوس. الاسم من أصل أمريكي، حيث اعتبر الفيتناميون الشماليون هذا النظام جزءًا لا يتجزأ من طريق الإمداد المذكور أعلاه. بدأت محاولات الولايات المتحدة لمنع هذا النظام في عام 1969م.
كان الأمير نورودوم سيهانوك يحكم كمبوديا منذ استقلالها من الفرنسيين في 9 نوفمبر 1953. وقد نجح في تحقيق هذه المهمة من خلال المناورات السياسية بين اليسار واليمين لتحقيق ما لم يتمكن أي حاكم أو مجموعة سياسية أخرى في الهند الصينية من تحقيقه، وهو انتقال غير دموي نسبيًا إلى الاستقلال.  خلال السنوات العشر التالية، وبينما كانت الصراعات في لاوس وفيتنام المجاورة تشتعل، تمكن سيهانوك من الحفاظ على توازنه السياسي الداخلي الدقيق وفي الوقت نفسه الحفاظ على حياد بلاده (الذي ضمنته مؤتمر جنيف عام 1954 الذي أنهى حرب الهند الصينية الأولى). 
ولم يكن هذا إنجازاً صغيراً نظراً لأن كمبوديا كانت محصورة بين أعدائها الدائمين: تايلاند إلى الغرب وفيتنام الجنوبية إلى الشرق، وكلاهما كانا يتلقيان دعماً متزايداً من الولايات المتحدة.
وقد أصبح سيهانوك يعتقد أن انتصار الشيوعية في جنوب شرق آسيا أمر لا مفر منه وأن الجيش الكمبودي غير قادر على هزيمة فيتنام الشمالية، حتى مع الدعم الأمريكي. إذا أراد كمبوديا (وحكمه) البقاء، فسوف يتعين عليه عقد صفقة مع الشيطان. في 10 أبريل 1965 قطع العلاقات الدبلوماسية مع الولايات المتحدة وتحول سياسيًا إلى اليسار.  لم تكن هذه الخطوة بلا سبب.  للحصول على الدعم الأجنبي، سواء الاقتصادي أو السياسي، لجأ سيهانوك إلى جمهورية الصين الشعبية. كان أحد شروط الاتفاق بين سيهانوك ورئيس الوزراء تشوان لاي هو أن تسمح كمبوديا باستخدام حدودها الشرقية من قبل فيتنام الشمالية في جهودها لإعادة توحيد الفيتناميين. 
في الأيام الأولى من حرب فيتنام، قامت فيتنام الشمالية بتزويد الفيت كونغ في الجنوب بطريقتين. كان الهدف الأول هو توسيع ممر هو تشي مينه جنوبًا إلى منطقة الحدود الثلاثية بين لاوس وكمبوديا وجنوب فيتنام. كان الممر، وهو متاهة من المسارات والطرق وأنظمة النقل النهري ومحطات الطريق، يخضع باستمرار للتوسع والتحسين. ولقد كان بمثاب الوريد اللوجستي، لكل من الرجال والمواد، لجهود الحرب الفيتنامية الشمالية ضد فيتنام الجنوبية.  أما الطريقة الثانية فهي نقل الإمدادات عن طريق البحر. وتشير التقديرات الغربية إلى أن حركة المرور البحرية بلغت نحو 70 في المائة. تم تنفيذ ذلك بسبب الحجم الأكبر من المواد التي يمكن نقلها عن طريق البحر، على عكس الطريق البري.  :296

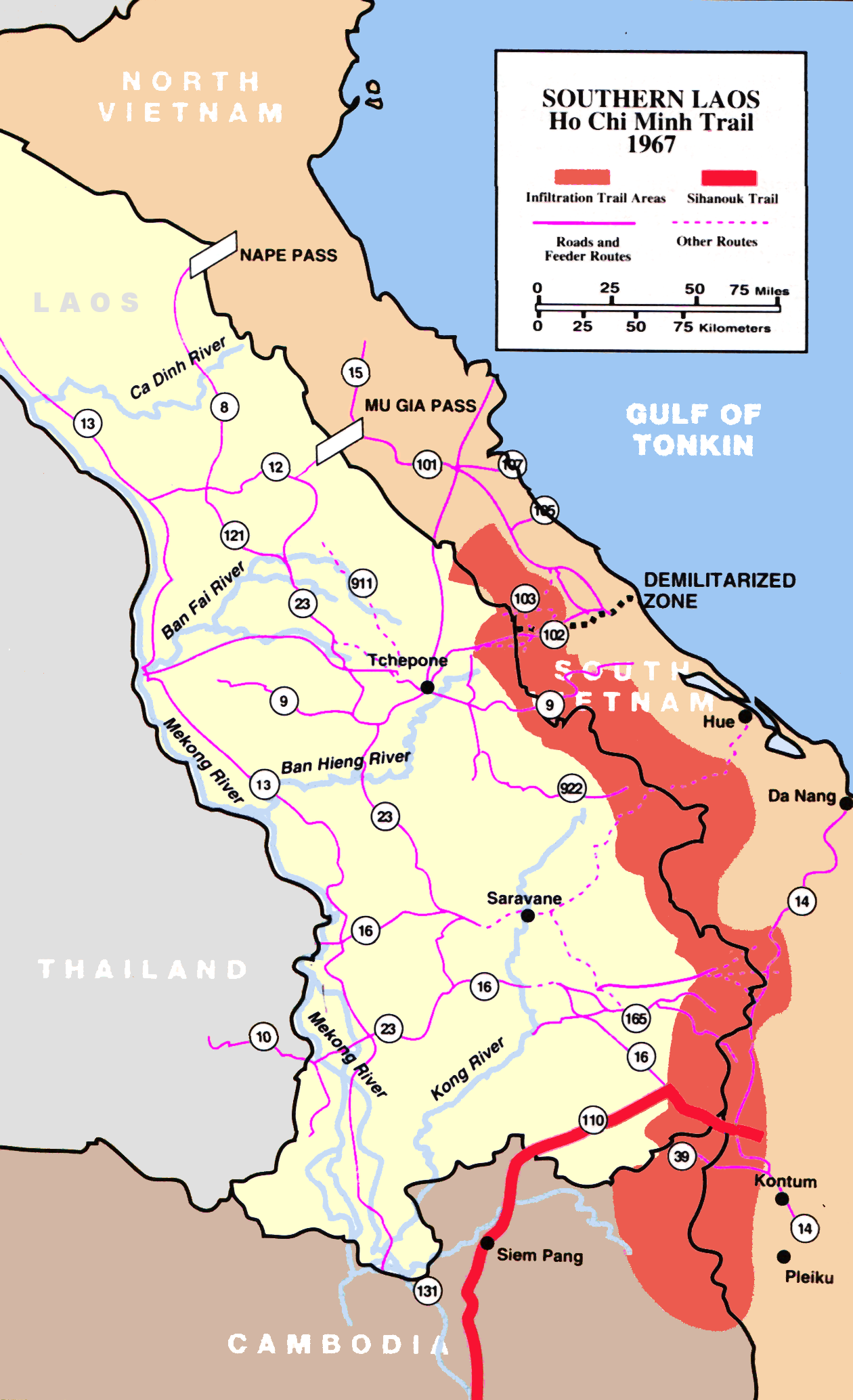
ممر هو تشي منه عام 1967م.

بعد التدخل الأمريكي المباشر في عام 1965، أدى الوجود المتزايد للسفن البحرية الأمريكية في المياه الساحلية في إطار عملية سوق الوقت إلى إلغاء الطريق البحري إلى جنوب فيتنام. وفي أعقاب الاتفاق بين سيهانوك والصينيين، تم التوصل أيضاً إلى اتفاق بين الأمير وحكومة فيتنام الشمالية. في أكتوبر، تم شحن الإمدادات العسكرية مباشرة من فيتنام الشمالية على متن سفن تحمل العلم الشيوعي (خاصة من الكتلة الشرقية) إلى ميناء سيهانوكفيل الكمبودي، حيث ضَمن حياد كمبوديا تسليمها. 
تم تفريغ الإمدادات ثم نقلها على الشاحنات إلى مناطق الحدود التي كانت بمثابة مناطق قواعد لجيش فيتنام الشعبي والفيت كونغ.  كما كانت هذه المناطق الأساسية بمثابة ملاجئ لتلك القوات، التي كانت تعبر الحدود من جنوب فيتنام للاستراحة والتعزيز وأعادة التسليح لحملتهم التالية في أمان.